# Зоран Вуйович
Зоран Вуйович (хорв. Zoran Vujović; 26 серпня 1958, Сараєво, СФРЮ) — югославський і хорватський футболіст і футбольний тренер. Брат-близнюк Златко Вуйовича.

## Кар'єра

### Клубна
Починав ігрову кар'єру в сплітському «Хайдуку», за який виступав з 1976 по 1986 роки, провів 428 зустрічей і забив 66 голів. У його складі виграв чемпіонат Югославії 1979 року і двічі вигравав національний кубок (1977 та 1984).
У 1986 році він виїхав у Францію, продовживши кар'єру в «Бордо», з яким виграв чемпіонат і Кубок Франції.
У 1989 році провів один сезон в «Кані», а в 1989 році повернувся на батьківщину і провів сезон за «Црвену Звезду», оформивши «золотий дубль».
У 1990 році повернувся у Францію, де в 1993 році завершив свою кар'єру, виступаючи за «Стад де Валлюрі», «Канн» і «Ніццу».
Після кар'єри гравця працював тренером в Марокко, Саудівській Аравії та Франції.

### У збірній

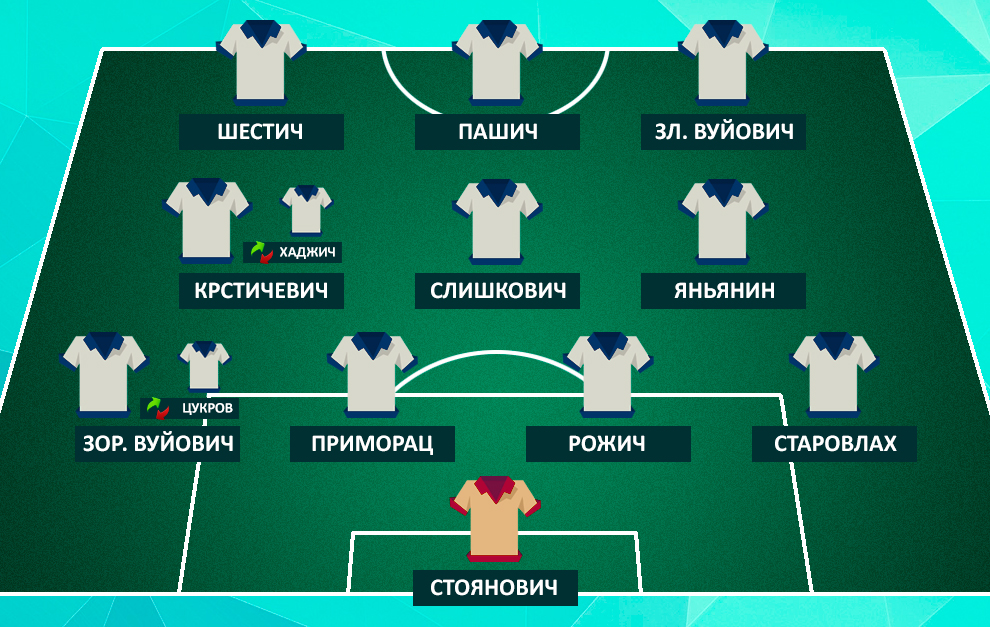
Склад збірної Югославії у фіналі Середземноморських ігор 1979

У збірній Югославії дебютував 13 червня 1979 в Загребі в товариському матчі проти Італії, вийшовши на заміну на 68-й хвилині. У складі збірної виграв футбольний турнір Середземноморських ігор 1979 року, а також брав участь на Олімпіаді в Москві і чемпіонаті світу в Іспанії. Останній матч провів 20 вересня 1989 проти Греції в Нові-Саді. За збірну зіграв 34 зустрічі, забив два голи.

## Досягнення
Чемпіон Югославії:
- 1978/79, 1989/90

Володар Кубка Югославії:
- 1976/77, 1983/84, 1989/90

Чемпіон Франції:
- 1986/87

Володар Кубка Франції:
- 1986/87

Володар Суперкубка Франції:
- 1986

Збірні
- Переможець Середземноморських ігор: 1979